# Ognista kula
Ognista kula (ang. Ball of Fire) – amerykański film z 1941 roku w reżyserii Howarda Hawksa.

## Nagrody i nominacje
| Nazwa nagrody | Wygrane       | Nominacje |
| ------------- | ------------- | --- |
| Oscar         | bez rezultatu | 1942 Najlepsza aktorka pierwszoplanowa Barbara Stanwyck Najlepsza muzyka w dramacie Alfred Newman Najlepsze oryginalne materiały do scenariusza Billy Wilder oraz Thomas Monroe Najlepszy dźwięk Thomas T. Moulton Samuel Goldwyn SSD |

## Wyróżnienia
| Rok wyróżnienia | Amerykański Instytut Filmowy                                    | Miejsce     |
| --------------- | --------------------------------------------------------------- | ----------- |
| 2000            | Lista 100 najśmieszniejszych amerykańskich filmów wszech czasów | 92. miejsce |